# Act Prohibiting Importation of Slaves
Act Prohibiting Importation of Slaves of 1807, utfärdad 2 mars 1807, var den federala lag i USA, som från 1 januari 1808 förbjöd slavimport till USA.
Med lagen följde man en trend, där britterna var ledande, som innebar att slavhandeln avskaffades, och den lagliga amerikanska transatlantiska slavhandeln fick sitt slut. Lagen följdes dock inte alltid, och slaveriet fanns kvar i USA fram till  nordamerikanska inbördeskrigets slut under 1860-talet, då Trettonde tillägget till USA:s konstitution antogs.

### Fotnoter
1. ↑  ”Introduction” (på engelska). Abolition. http://abolition.nypl.org/home/. Läst 8 november 2015.